# Маєток

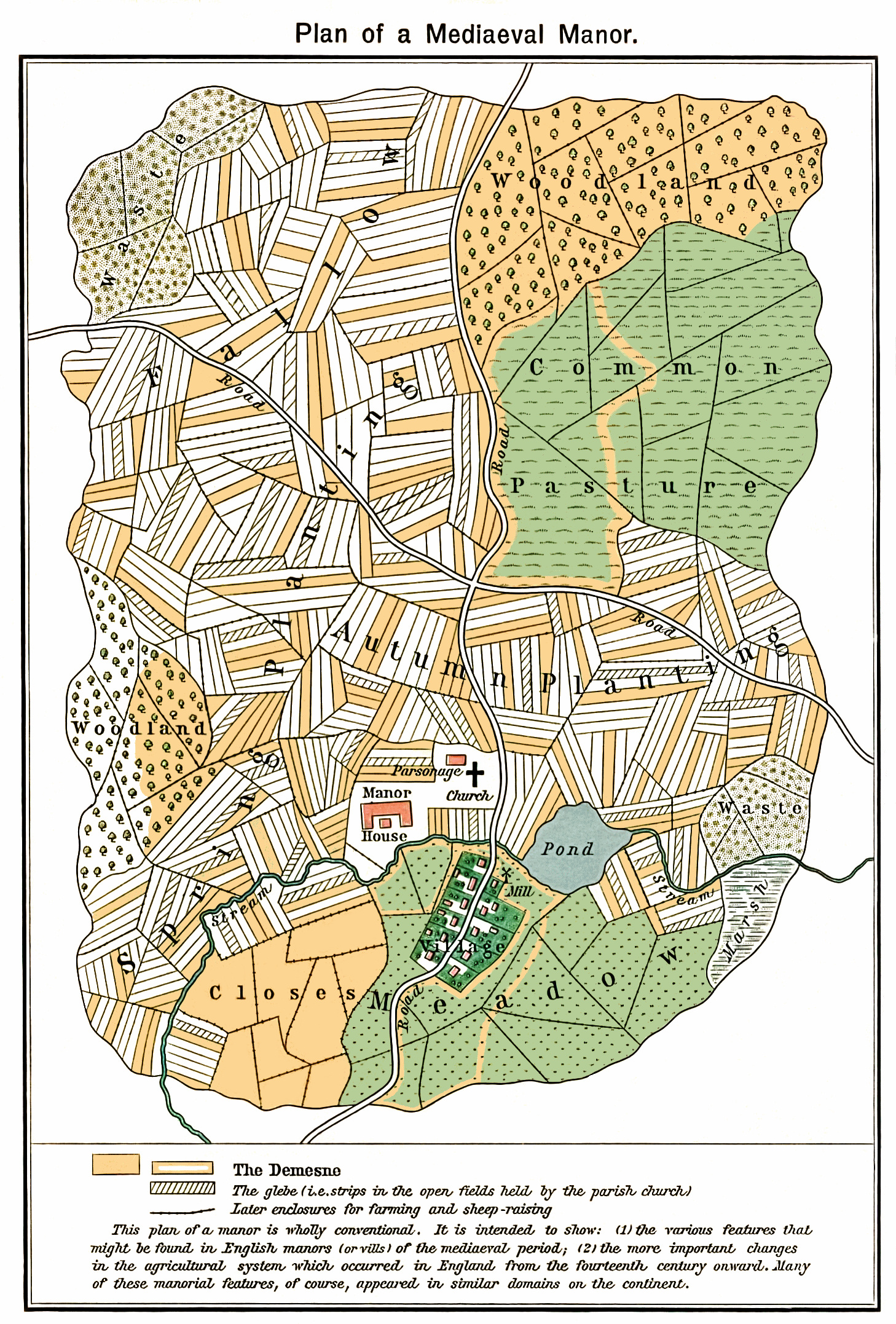
План середньовічного маєтку в Англії. Жовті землі — володіння господаря маєтку (demesne); штриховані — маєтності церкви (glebe). В центрі — садиба господаря маєтку і церква

Має́ток (англ. manor; estate; нім. Gutshof; ісп. señorío, dominio, фр. seigneurie, domaine від лат. dominium, «господа»; кит.: 庄) — велике приватне землеволодіння з орними землями, коморами і поселеннями, а також часто з садибою та будинком власника. Існували в усіх частинах світу. Належали, зазвичай, представникам світської аристократії (шляхті, дворянству, магнатерії, поміщикам) та духовенству (монастирям, храмовим комплексам, релігійним лідерам тощо). Протиставлялося державному землеволодінню або володінням монарха (королівщині, імператорському землеволодінню). Також — маєтності, сеньйорія, домінія. Переносно маєтком називали будинок власника маєтку, а також майно.

## Термін
Українське слово «маєток» походить від пол. majątek, етимологічно «майно», пов'язане з «мати». Маєтниця — «поміщиця, землевласниця», маєтність — «майно, маєток». Близькі за значенням слова: «господа», «обійстя», «осад», «селитьба».

## Англія
- Манор (маєток)

## Австро-Угорщина
- Домінія

## Іспанія

Маєтки в Андалусії в XVIII ст.
Королівщина
Шляхетські маєтності
Церковні маєтності
Маєтки лицарських орденів

- Сенйорія

## Лівонія (Латвія і Естонія)
- Миза (ест. mõis, фін. moisio, латис. muiža) — аборигенна назва маєтків на теренах історичної Лівонії (сучасних Латвії та Естонії).
  - Лицарська миза

## Польща
- Маєток, фільварк, Ключ

## Росія
Право володіння земельною ділянкою з садибою набувалося шляхом
- успадкування від батьків через духовний заповіт[ru];
- дарування від родичів (дарча);
- розділу між братами і сестрами після смерті одного з батьків проводився за роздільним актом (запис);
- Посаг дружини згідно записаного договору;
- придбання згідно купчої;
- перетворення простроченої заставної приватній особі в купчу;
- купівля маєтків описаних за несплату боргів з публічних торгів[en] відповідно купчої;
- царське дарування за військові заслуги (так звані «вислужені вотчини» й «заслужені маєтки») згідно жалуваних або даних грамот;
- царське дарування за особливі заслуги за царським указом[3][4].

## Україна
Існування земельних маєтків у київського і галицького боярства фіксується в документах ХІІ ст., в часи Київської Русі. Одні дослідники вважають, що це були князівські тимчасові бенефіції за службу боярам з князівського земельного фонду; інші сприймають їх як повні приватні маєтності (вотчинні, типу фільварків), власниками яких були бояри.
- Відписні маєтності
- Рангові маєтності
- Старостинські маєтності
- Фондові маєтності
- Генеральне слідство про маєтності
- Палати державних маєтностей

Часто маєтком називають володіння шляхти, дворян і заможних представників інших класів до початку XX ст.
За соціальним статусом виділяють такі категорій маєтків:
- боярські маєтки XVI століття
- дворянські, поміщицькі маєтки XVIII—XIX ст.
- маєтки міщан, релігійних діячів

За місцем розташування:
- заміські (в основному маєток-село)
- міські маєтки (здебільшого особняки) XVIII—XIX ст.

За географічним розташуванням:
- маєтки Правобережної України (Вороновиця, Муровані Курилівці, Коростишів, Нова Чортория, Біла Церква, Немішаєве)
- маєтки Лівобережної України (Батурин, Качанівка, Сокиринці, Березова Рудка, Хомутець)
- маєтки Півдня України (Асканія-Нова, Гурзуф, Кореїз, Гаврилівка, Василівка)

За національною приналежністю:
- маєтки українців (Ґалаґани, Лизогуби, Терещенки, Харитоненки, Симиренки)
- маєтки поляків (Стецькі, Потоцькі, Миклашевські, Тарновські, Олізари)
- маєтки німців (Фальц-Фейни, фон Мекки, Лінке)
- маєтки росіян (Воронцови, Мордвінови, Попови, Уварови)
- маєтки інших національностей (Остен-Сакени, Рішельє, Мазеракі)

До складу класичного дворянського маєтку зазвичай входили:
палац або панський будинок, флігелі для гостей, службові (будинок садівника, управляючого) та господарські споруди (кухня, льох), парк із малими архітектурними спорудами (альтанки, ротонди, гроти, штучні руїни), водяними поверхнями (озера, річка, став, море),  оранжереї або зимові сади, економії (лісопильня, олійниця, стайня), будинки для челяді, церква (костьол, придомова каплиця), які часто ставали родовими усипальницями.
Міські дворянські маєтки, характерні для Києва, Одеси, Львова, зазвичай складались з особняка, необхідних «служб» (стайня, льох, кухня) будинок для обслуги), невеликого парку.
Багато маєтків на теренах України будувалися за оригінальними проектами відомих іноземних архітекторів, скульпторів, художників, хоча деякі власники використовували місцевих митців, іноді навіть творчих кріпаків.
Деякі маєтки власники перетворювали на культурні осередки, де збирались, а іноді жили і працювали художники, музиканти, поети, письменники (Качанівка Яготин, Березова Рудка). А іноді маєтки перетворювались на науково-дослідні установи (Тростянець, Веселі Боковеньки).
Деякі маєтки мали величезні бібліотеки, колекції картин, ікон, зброї і т.ін. Втім, окремі власники створювали невеликі колекції, пов'язані з цінностями роду (наприклад, колекція портретів всіх представників роду Міклашевських у маєтку в с. Волокитне), сімейними традиціями або прихильністю до якогось митця. Зокрема, Іван Скоропадський створив колекцію картин, із зображенням краєвидів України художника В. М. Резакова), а деякі творили цілі музеї (наприклад, рід Харитоненків володів однією із найбільших колекцій живопису та збіркою давніх ікон). Отже, патріотично налаштовані власники дбали про збереження культурного надбання своїх пращурів. Родинні портретні галереї або портрети визначних історичних діячів з маєткових комплексів нерідко ставали «початковим капіталом» державних музеїв. Зокрема колекції В. В. Тарновського суттєво поповнили музейні колекції Чернігівського історичного музею та національного музею історії України. У свій час за рахунок коштів місцевих поміщиків (М. П. Урусова, А. С. Деконської, М. М. Крашеннікова) відомий дослідник історії українського козацтва Д. І. Яворницький провів низку археологічних розкопок, знахідки яких поповнили музей ім. О. М. Поля (нині Дніпропетровський історичний музей). А на території маєтностей Леона Сапєги, за його фінансової підтримки, було відкрито декілька пам'яток трипільської культури (нині с. Більче-Золоте).
Після Жовтневого перевороту 1917 р. деякі власники маєтків емігрували за кордон, деяких знищили більшовики, деякі повмирали від потрясінь. У період 1917—1939 рр. маєтки грабувались, нищились. Частина з них не збереглась внаслідок військових дій, пожеж, природних і людських факторів руйнування, а також в результаті постійних реконструкцій та перебудов. В них розмістились лікувальні та профілактично-оздоровчі комплекси, освітні, виховні та адміністративно-господарські установи, наукові та культурно-просвітницькі інституції, релігійні заклади.
В Україні наразі близько 3 тисяч заміських маєтків-пам'яток історії та архітектури, від пам'яток місцевого, національного значення до пам'яток світової спадщини. 
Більшість з них в аварійному стані.